# روبرت ووكر
روبرت ووكر (بالإنجليزية: Robert Walker)‏ (1 يناير 1884 المملكة المتحدة - 1 يناير 1940 كليفلاند الولايات المتحدة) هو لاعب كرة قدم بريطاني سابق كان يلعب كلاعب وسط.